# 水色のページ
「水色のページ」（みずいろのページ）は、1975年3月5日に発売された麻丘めぐみの11枚目のシングル。

## 概要
- 作詞は、麻丘が1973年にリリースした「森を駈ける恋人たち」以来2年ぶりの山上路夫、作曲は、麻丘の楽曲では初となる浜圭介が、それぞれ担当した。
- レコードジャケットは、前々作の前髪を切り揃えた分け髪のヘアースタイルだが、次作の「恋のあやとり」以降、「白い微笑」にかけて前髪を分けた髪型に戻っている。

## 収録曲
- 全曲作詞：山上路夫／作曲：浜圭介／編曲：馬飼野俊一

1. 水色のページ
2. 風邪をひいた彼

## 収録作品
- 麻丘めぐみBOX 72-77
- GOLDEN☆BEST 麻丘めぐみ